# Györköny
Györköny is een plaats (község) en gemeente in het Hongaarse comitaat Tolna. Györköny telt 1031 inwoners (2005).

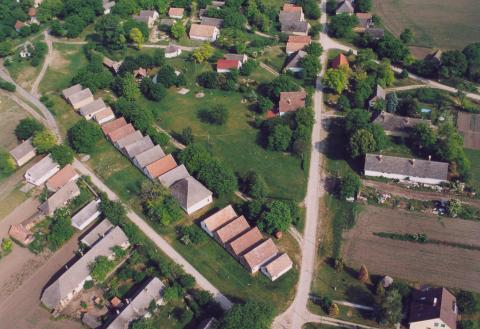
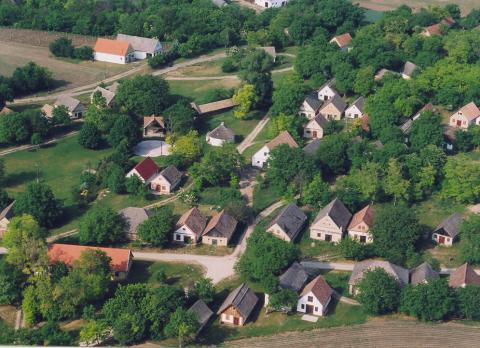
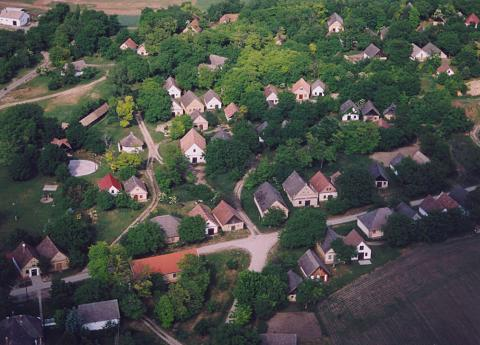
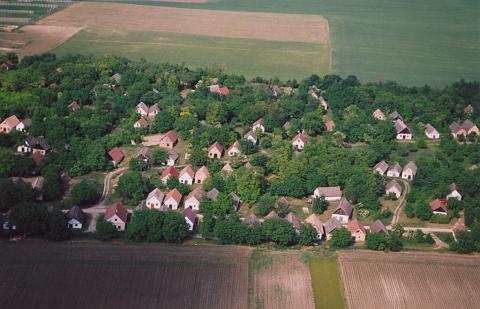